# Loiola

Localització de Loiola

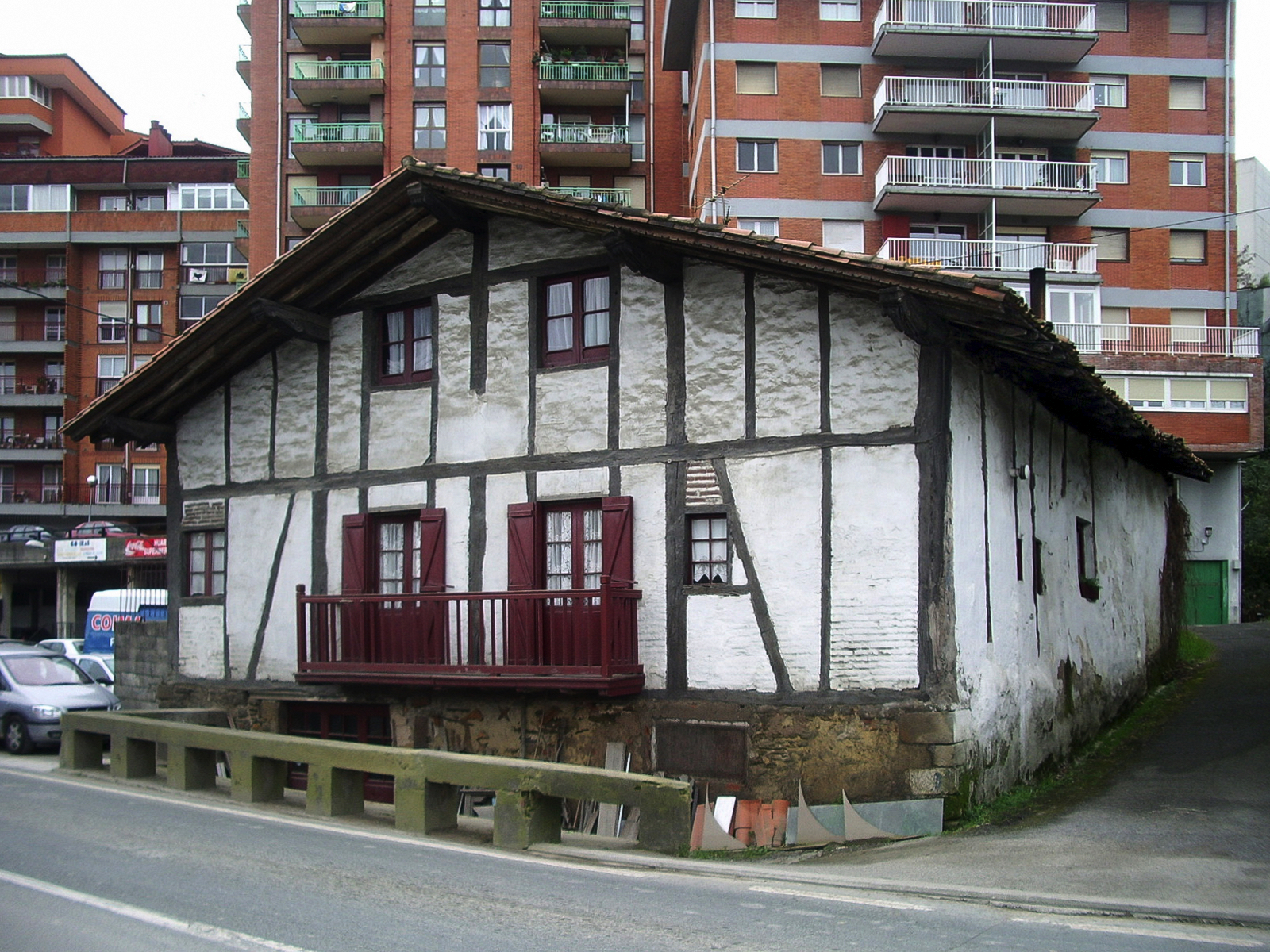
Caseriu Patxillardegi

Loiola és un dels 17 barris de Sant Sebastià. Té una població de 4.969 habitants. Limita al nord amb Egia, a l'oest amb Amara Berri, a l'est amb Altza i Intxaurrondo i al sud amb Martutene.

## Ubicació geogràfica
Està situat al marge esquerre del riu Urumea, mentre que el marge dret és ocupat per les instal·lacions militars de les casernes de Loiola. Els pujols de Zorroaga i Ametzagaña, i la variant de Sant Sebastià marquen els límits aproximats del barri, estant una mica més desdibuixats aquests riu amunt cap a Martutene, on sol considerar-se la Presó de Martutene com el límit aproximat entre tots dos barris.
El cor del barri el forma un triangle limitat per les vies del Topo (ferrocarril de via estreta que uneix Sant Sebastià amb Hendaia), el riu Urumea i la Travessia de Loiola (carretera Sant Sebastià-Hernani, que suporta un tràfic important). Aquest triangle posseeix una trama urbana. A l'altre costat de la carretera es troba el col·legi de La Salle i diverses urbanitzacions que solen considerar-se com a part del barri. A l'altre costat de les vies del talp es troba la barriada de la Ciutat Jardí, una zona de viles antigues i cases baixes.
Dins de Loyola té personalitat pròpia el barri de Txomin Enea, situat entre la carretera Sant Sebastià-Hernani i el riu Urumea, a mig camí entre Loiola i Martutene. A causa de la seva grandària no sol considerar-se com de suficient entitat com para considerés un barri diferent i sol incloure's com a part de Loyola, encara que està separat de la trama urbana d'aquest barri.

## Història
L'etimologia més creïble del topònim Loiola e fa derivalr de la paraula loi, que significa fang o llot en basc; i ona que significa cabanya o ferreria. És un topònim que es repeteix en diversos llocs del País Basc, incloent entre altres aquest barri de Sant Sebastià, el barri d'Azpeitia on va néixer Sant Ignasi de Loiola o la capital del municipi d'Arratzu. No existeix per tant una relació directa entre el nom del famós sant i el d'aquest barri de Sant Sebastià. De fet la parròquia del barri de Loiola està consagrada al Cor de Jesús i no pas a Sant Ignasi de Loiola.
Durant molts segles Loiola va ser un barri de caserius als marges de l'Urumea, d'aquí prové probablement la referència al llot del seu nom; caserius que comptaven amb hortes en les riberes i en alguns casos embarcadors al riu. D'entre ells destaca el Caseriu Patxillardegi, un dels més antics de la ciutat (es creu que data del segle xvi), que encara es conserva i que està declarat com a monument.
En 1912 es va construir la línia del Tren de la Frontera, que unia Sant Sebastià amb Hendaia (avui dia conegut com a Topo). La construcció d'aquesta línia de tren va activar el projecte de construcció al costat de les vies d'una urbanització de xalets que aprofités el tren per comunicar-se ràpidament amb el centre de la ciutat. La Reina Maria Cristina va posar la primera pedra de la urbanització en 1916. El projecte no va tenir massa èxit i es van construir només 15 xalets dels quals seria conegut com a Ciutat Jardí de Loiola; però fou l'inici de la urbanització del barri.
Uns anys més tard es van començar a construir les Casernes de Loiola en el marge dret del riu, que van ser inaugurats en 1926. La construcció d'aquestes casernes va suposar la sortida de l'exèrcit de les casernes que històricament havia ocupat en la Part Vella de la ciutat. La construcció de les casernes va suposar una revitalització dels projectes d'urbanització del barri, encara que aquests van deixar d'estar dirigits a la creació d'un barri de tipus residencial del projecte de la Ciutat Jardí i es van reorientar a un barri de tipus obrer. En 1927 es va redactar el primer pla de reordenació urbana del Casc de Loiola. Entorn del nucli antic del barri es van construir cases d'entre 3 i 4 plantes, que s'alternaven de forma bastant anàrquica amb les cases baixes i els caserius preexistents. L'església parroquial del barri es va inaugurar en 1937, per atendre a les necessitats d'un barri que ja reunia una població bastant important.
En la dècada de 1940, assumeix la construcció al barri el Patronat de Cases Militars, que construeix blocs de cases per als militars. Amb la construcció d'aquests habitatges queda pràcticament ocupat l'espai urbà del triangle format entre les vies del Topo, la carretera de Sant Sebastià a Hernani i el riu Urumea, conformant el nucli del barri de Loyola.
En la dècada de 1970 es construïren blocs de cases d'entre 4 i 10 pisos cap als vessants de Zorroaga.